# Santa Rita, Madera
Santa Rita är en ort i Mexiko.   Den ligger i kommunen Madera och delstaten Chihuahua, i den nordvästra delen av landet, 1 500 km nordväst om huvudstaden Mexico City. Santa Rita ligger 2 108 meter över havet och antalet invånare är 126.
Terrängen runt Santa Rita är kuperad norrut, men söderut är den platt. Santa Rita ligger nere i en dal. Runt Santa Rita är det mycket glesbefolkat, med 4 invånare per kvadratkilometer. Närmaste större samhälle är El Largo, 2,3 km sydost om Santa Rita. I omgivningarna runt Santa Rita växer huvudsakligen savannskog.